# هنري سولت
هنري سولت (بالإنجليزية: Henry Salt)‏ (ليتشفيلد 14 يونيه 1780 - دسوق 30 أكتوبر 1827) فنان ورحالة ودبلوماسي وعالم مصريات إنجليزي، ذاع صيته بين علماء المصريات في عصره بسبب اهتمامه الشديد بجمع الآثار المصرية القديمة وبيعها لمختلف متاحف العالم أثناء فترة عمله في مصر كقنصل عام للمملكة المتحدة في الفترة ما بين 1815 و1827، ويأتي على رأس القطع الآثرية التي تمكن من جمعها رأس الملك رمسيس الثاني من معبد الرامسيوم والتي تعرض حاليا في المتحف البريطاني والتابوت الحجري لرمسيس الثالث والذي اشتراه متحف اللوفر، وعلاوة على جمعه للآثار قام سولت بتمويل حملات التنقيب الأثرية في طيبة وأبو سمبل كما قام بنفسه بالعديد من الأبحاث في منطقة أهرامات الجيزة.

## معرض صور

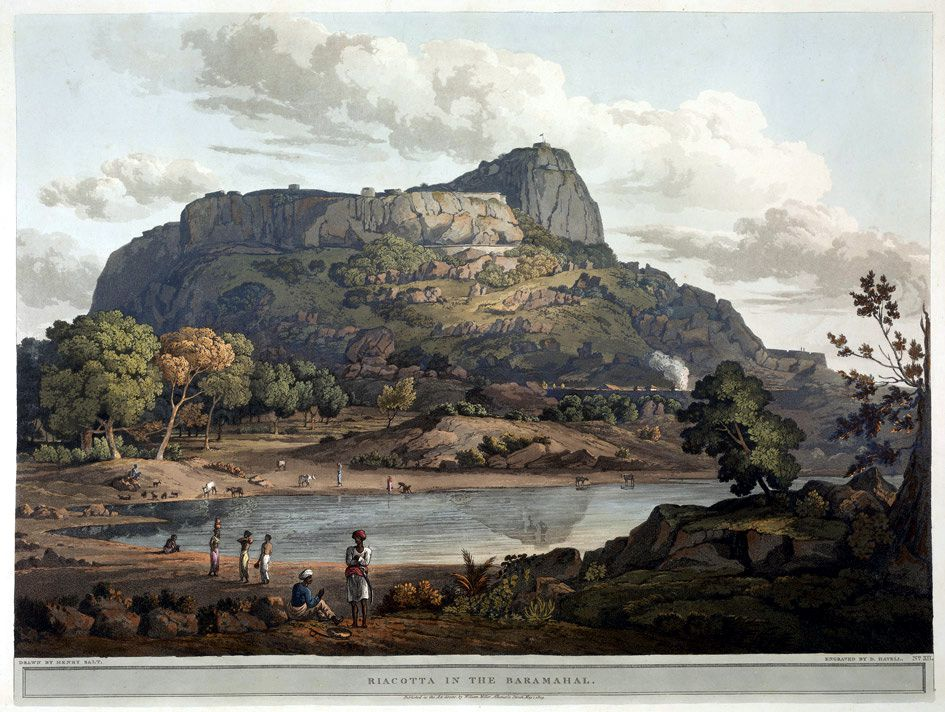
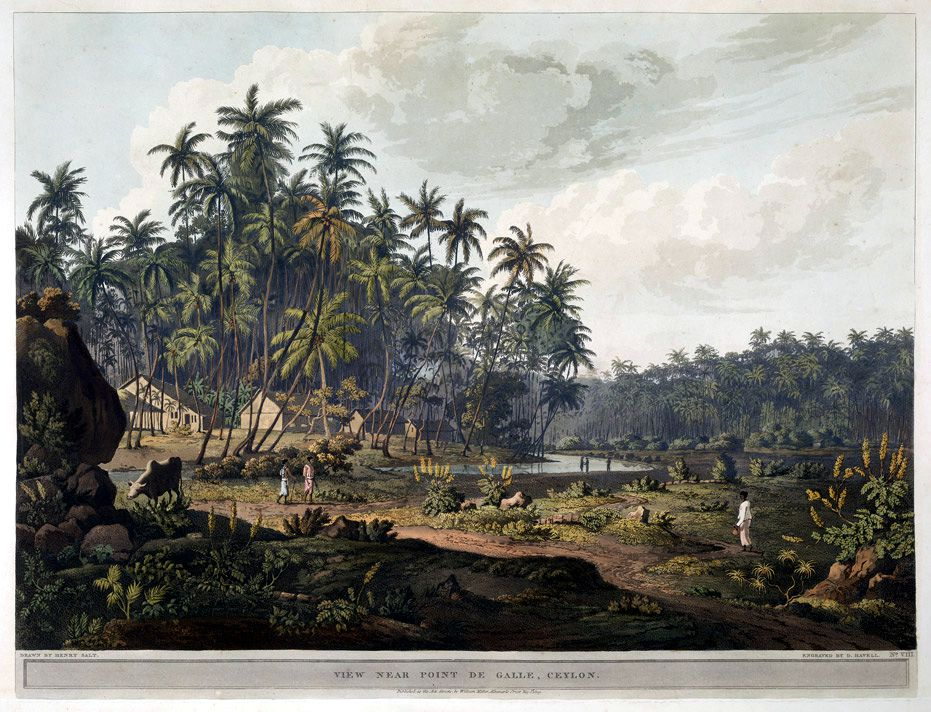
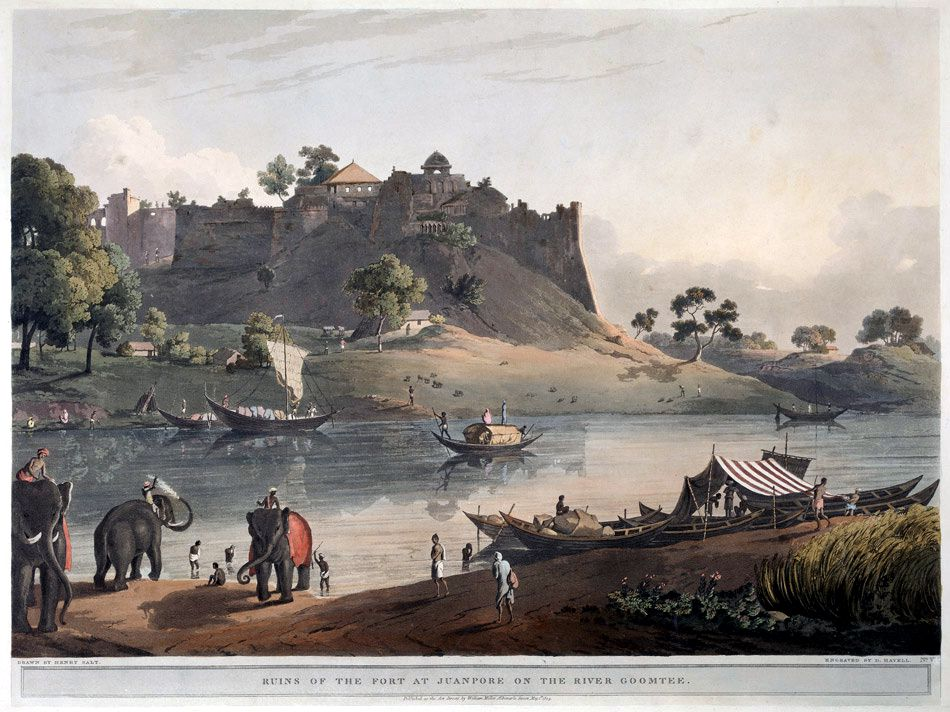